# Einwohnergleichwert
Der Einwohnergleichwert (EGW) dient als Referenzwert der Schmutzfracht in der Wasserwirtschaft. Er kann auf den Biochemischen Sauerstoffbedarf (BSB5), den Chemischen Sauerstoffbedarf (CSB), den Stickstoff, den Phosphor, den gesamten organischen Kohlenstoff (TOC), die Schwebstoffe oder auf den Wasserverbrauch bezogen werden.
Er gibt jeweils das Einwohneräquivalent der Tagesmengen dieser Stoffe bzw. Verbräuche im Abwasser von Industrie, Gewerbe, Landwirtschaft etc. an.
Die Summe aus der tatsächlichen Einwohnerzahl (EZ) und Einwohnergleichwerten (EGW) ergibt den für die Bemessung von Abwasserreinigungsanlagen wichtigen Einwohnerwert (EW).
Es gilt: EW = EZ + EGW
Mit Hilfe des Einwohnerwertes lässt sich die zu erwartende biologische Belastung von Kläranlagen abschätzen.
Die Einwohnergleichwerte können von Land zu Land, ja sogar von Kläranlage zu Kläranlage unterschiedlich sein, da der Entwicklungsstand, die Industrialisierung, der Anteil an städtischen oder ländlichem Gebiet und weitere Faktoren eine Rolle spielen.
Als Einwohnergleichwerte werden in Deutschland, Österreich und der Schweiz die folgenden Werte verwendet, sofern keine genauen Daten z. B. aus Messungen vorliegen:
- Wasserverbrauch 180 ℓ/d
- BSB5 60 g/d
- CSB 120 g/d
- TOC 45 g/d
- Schwebstoffe 70 g/d
- Kjeldahl-Stickstoff (gesamt-N ohne Nitrat und Nitrit) 11 g/d
- Phosphor (gesamt-P) 1,8 g/d

In den USA werden BSB5 Frachten von etwa 75 g Sauerstoff pro Tag und Einwohner verwendet.
Industriebetriebe haben in Deutschland die Möglichkeit, die Gebühren für eingeleitete Abwässer anhand des EGW zu veranlagen; verursacht eine Firma eine BSB5-Fracht von 10 kg O2/Tag, entspricht das dem Abwasseraufkommen von rund 167 Einwohnern (10.000 g BSB5 / 60 g BSB5/Einwohner).